# Lucky Twice
Lucky Twice là một ban nhạc gồm ba thành viên Hannah Reynold, Sofie Larsson và Emelie Schytz. Họ đăng ký vào Family Tree Music ở Thụy Điển.
Bài hát đơn "Lucky", phát hành tại Tây Ban Nha vào ngày 20 tháng 7 năm 2006 thông qua Vale Music. Nó xếp thứ nhất trong bảng xếp hạng và được chứng nhận bộ đôi bạch kim. Album Young & Clever của họ phát hành vào tháng 7 năm 2007 và sau đó là ngày 23 tháng 7 bởi bài hát "Hop Non Stop".
"Lucky" cũng được xếp hạng cao tại Đan Mạch (# 5), Pháp (# 8), Phần Lan (# 17), Đức (# 41), Úc (# 42) và Thụy Điển (# 43).

## Danh sách đĩa nhạc

### Album
2007: Young & Clever

### Các bài hát
| Năm  | Tựa đề                 | Xếp hạng | Xếp hạng | Xếp hạng | Xếp hạng | Xếp hạng | Xếp hạng | Xếp hạng |
| Năm  | Tựa đề                 | SPA      | FIN      | AU       | GER      | SWE      | FR       |          |
| ---- | ---------------------- | -------- | -------- | -------- | -------- | -------- | -------- | -------- |
| 2006 | "Lucky"                | 1        | 17       | 42       | 41       | 43       | 8        |          |
| 2007 | "Hop Non Stop"         | 1        | TBA      | TBA      | TBA      | TBA      | TBA      |          |
| 2007 | "The Lucky Twice Song" | 9        | -        | -        | -        | -        | -        |          |

#### Không phát hành
"Love Song" là một bài hát do Lucky Twice thu âm và dự kiến phát hành năm 2009 dưới dạng đĩa đơn đầu tiên trong album thứ hai của họ. Đây sẽ là bản phát hành đầu tiên có thành viên mới Emelie Schytz. Những bức ảnh hậu trường của quá trình quay video âm nhạc đã được chia sẻ lên MySpace của họ và Scandipop đã chia sẻ tin tức và nghe lại bản mp3 của các bài hát được gửi cho họ. Tuy nhiên, đĩa đơn đã bị trì hoãn mà không có thông báo. Vào tháng 5 năm 2010, một đoạn clip đã chỉnh sửa của video âm nhạc cho "Love Song" đã bị rò rỉ dưới dạng "video bị leak" vào tháng 7, bài hát đã bị rò rỉ một phần với âm thanh thô bởi một tài khoản bí ẩn có tên Lucky Twice Fans. Cùng thời điểm Lucky Twice tan rã chính thức được tiết lộ, Emelie Schytz đã tải lên video "Love Song" đầy đủ với chất lượng 240p cho người hâm mộ.